# Малашевич, Иван Алексеевич

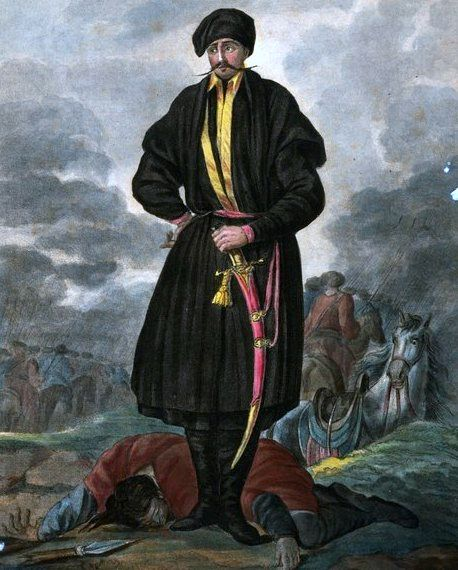
Запорожский казак

Иван Алексеевич Малашевич (укр. Іва́н Олексі́йович Малаше́вич ; годы рождения и смерти — неизвестны) — военный и политический деятель 1-й 
половины XVIII века, кошевой атаман в 1714—1716, 1719—1720, 1731—1733, 1734, 1736, 1743 годах.

## Биография
Выходец из казаков г. Золотоноша Полтавского полка. Неоднократно избирался кошевым атаманом. Активно выступал за возвращение запорожских казаков с территории Крымского ханства в Запорожье — под протекцию Российской империи.
Вел переписку по этому поводу с гетманом Д. Апостолом и киевским генерал-губернатором графом И. Б. фон Вейсбахом. В 1734 году вместе с 153 казаками-запорожцами И. Малашевич первым принял присягу в г. Белая Церковь на верность российской императрице Анне Иоанновне.
Был среди основателей Новой (Подпольненской) Сечи.
Автор мемуаров «Записки» (1734), в которой говорится об учреждении запорожскими казаками в 1711 году на землях Крымского ханства Алешковской Сечи.
Активный участник русско-турецкой войны 1735—1739 гг.
В 1741 году избирался депутатом от запорожских казаков для приветствия императрицы Елизаветы Петровны во время её коронации.